# اتفاقية الأمم المتحدة بشأن مخزونات الأسماك
اتفاقية الأمم المتحدة لمصايد الأسماك (بالإنجليزية: UNFSA)، المعروفة أيضًا باسم اتفاقية الأرصدة السمكية الواقعة عبر الحدود رسميًا اتفاقية تنفيذ أحكام اتفاقية الأمم المتحدة لقانون البحار المؤرخة 10 ديسمبر 1982 المتعلقة بحفظ وإدارة الأرصدة السمكية الواقعة عبر الحدود والأرصدة السمكية المهاجرة للغاية هي اتفاقية دولية أنشأتها الأمم المتحدة لتعزيز الإدارة التعاونية للموارد السمكية التي تمتد عبر مناطق واسعة، وتشكل اهتمامًا اقتصاديًا وبيئيًا لعدة دول. تعد المخزونات السمكية الواقعة عبر الحدود هي المخزونات التي تهاجر عبر أو تتواجد في أكثر من منطقة اقتصادية خالصة لدولة واحدة. أما الأسماك المهاجرة للغاية فهي أنواع تقوم بهجرات محيطية واسعة النطاق، وتشمل عادة التونة وأنواعًا مشابهة، وأسماك القرش، والمارلين، وأبو سيف. واجهت هذه المخزونات تهديدات خطيرة بسبب الصيد الجائر الناتج عن القصور في أنظمة الإدارة الصيد غير القانوني دون إبلاغ ودون تنظيم عدم امتثال جهات الصيد للوائح المحلية والدولية.

## الأحكام الرئيسية
تبنت الاتفاقية في 4 ديسمبر 1995 ودخلت حيز التنفيذ في 11 ديسمبر 2001 بعد تصديق 30 دولة. وتشمل مبادئها الأساسية مبدأ الاحتياط تطبيق نهج وقائي في إدارة المصايد عند عدم وجود معلومات علمية كافية اتخاذ تدابير حفظية لمنع التدهور البيئي. ومن ضمن التعاون الإقليمي إنشاء منظمات إدارة مصايد الأسماك الإقليمية وتعزيز التعاون بين الدول الساحلية والدول التي تمارس الصيد في أعالي البحار وتبادل البيانات العلمية ونتائج الأبحاث.

## وصلات خارجية
الموقع الرسمي لمؤتمر الأمم المتحدة حول الأرصدة السمكية (بالعربية)
الوثائق التاريخية المتعلقة بالاتفاقية في أرشيف مكتبة الأمم المتحدة السمعية البصرية للقانون الدولي